# Cyclemys atripons
Cyclemys atripons is een schildpad uit de familie Geoemydidae. De soort werd voor het eerst wetenschappelijk beschreven door John B. Iverson en William Patrick McCord in 1997.

## Uiterlijke kenmerken
Het rugschild is plat en vrijwel rond van vorm, net als alle Cyclemys-soorten (Cyclemys is een samenstelling van κύκλος, kuklos = ring, cirkel en ἐμύς emus = schildpad en betekent 'ronde schildpad'). De kleur is bruin tot donkerbruin of bijna zwart met een donkere tekening van fijne, straalvormige lijnen op iedere hoornplaat van het rugschild. Het buikschild is smaller en lichtbruin tot geelbruin van kleur met geen of hooguit enkele straalvormige lijnen op de hoornplaten. Mannetjes zijn van de vrouwtjes te onderscheiden door een dikkere en langere staart, mannetjes blijven met een schildlengte van ongeveer 19 centimeter kleiner dan de vrouwtjes, die een lengte van meer dan 22 cm kunnen bereiken.
De kleur van de kop is groen tot bruin met onregelmatige donkere vlekken, de nek is bruin met donkerbruin gestreept in de lengte. De bovenkaak is gehaakt (snavelvormig) en de snuitpunt steekt uit, maar beide kenmerken zijn niet zo geprononceerd als bij gelijkende soorten. Een verschil met de Maleisische doornschildpad (Cyclemys dentata) zijn de bredere lichte strepen aan de onderzijde van de nek.

## Algemeen
Cyclemys atripons komt voor in Azië: in Thailand, Cambodja en Vietnam. Ook uit Yunnan, een Chinese provincie, is een melding bekend, maar deze is waarschijnlijk afkomstig van handelaren in exotische dieren om zo kopers aan te trekken. Over de habitat, levenswijze en biologie is niets bekend. De soort is nauw verwant aan Cyclemys pulchristriata, die ongeveer gelijktijdig beschreven werd, eveneens in 1997. In eerste instantie werd gedacht dat het twee beschrijvingen van eenzelfde soort betrof maar in 2001 werd aangetoond dat dit niet zo was.